# Вайлмюнстер
Вайлмюнстер (на немски: Weilmünster) е община/комуна (Marktflecken) в окръг Гисен, район Лимбург-Вайлбург в Среден Хесен, Германия с 8788 жители (към 31 декември 2017).
Намира се на 20 км североизточно от Вецлар и на ок. 60 км от летището Франкфурт на Майн.
Вайлмюнстер е споменат за пръв път в документ през 1217 г. като Wilmunstre, село със своя църква.
- Кметството на Вайлмюнстер